# Torre aneja a la iglesia (Bergua)

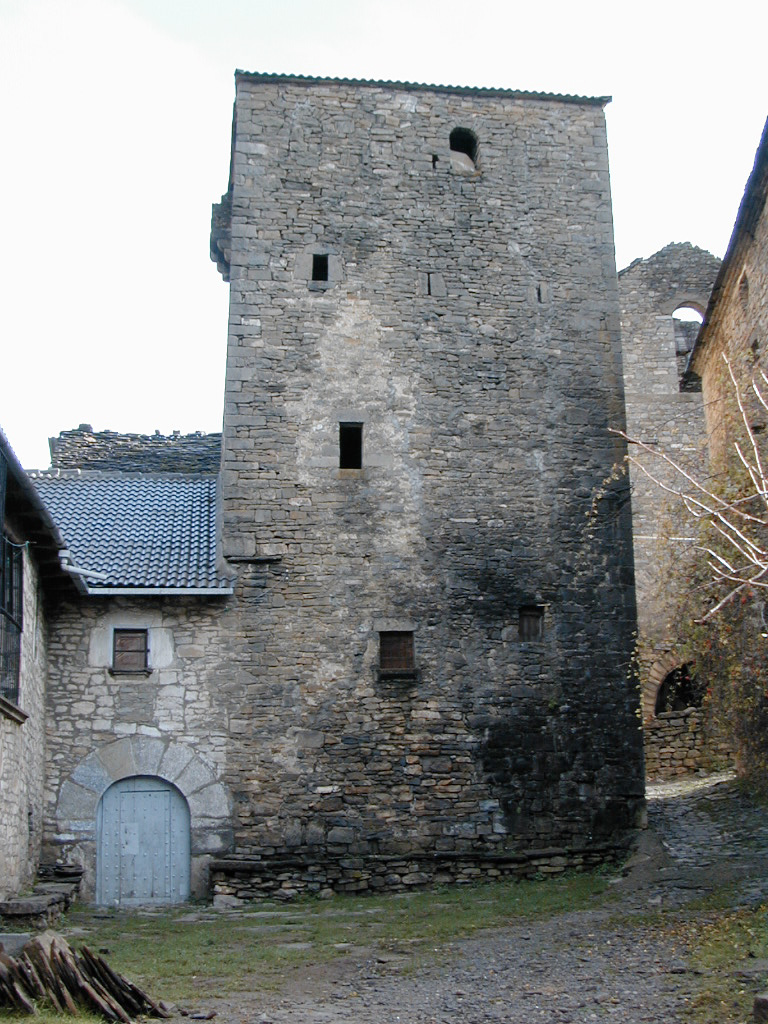
Torre de Bergua, Huesca.

La torre está emplazada en la localidad altoaragonesa de Bergua, perteneciente al municipio de Broto, en la comarca aragonesa de Sobrarbe, a pocos kilómetros del parque nacional de Ordesa y Monte Perdido. Se localiza en la región conocida como Sobrepuerto, que comprende el conjunto de pueblos que vierten sus aguas al barranco Forcos, y que se encuentran todos ellos por encima de los 1.000 metros de altitud.
La torre está declarada Bien de Interés Cultural del Patrimonio Cultural aragonés. Popularmente recibe el nombre de Torre de casa Agustín.

## Localización y datación
Está emplazada en la localidad altoaragonesa de Bergua, junto a la iglesia, en la plaza del pueblo.
Construida en el siglo XVI, fue remodelada y ampliada posteriormente. A finales del siglo XVII o principios del XVIII se le añadió la casa aneja.

## Descripción
Se trata de un conjunto compuesto por una torre cuadrada de grandes dimensiones del siglo XVI a la que en los dos siglos siguientes se le adosó una vivienda de tres pisos con planta en forma de L.
Originalmente, la torre constaba de planta baja, tres pisos y falsa, con tejado a dos vertientes, presentando un único cuerpo al exterior. En sus fachadas se distribuyen de forma irregula pequeñas ventanas, adinteladas y aspilleras, más abundantes en la fachada oeste, que da a la plaza y arquerías de medio punto cegadas en el último piso. 
La puerta en alto se abriría en la fachada norte (hoy en día cubierta por la casa adosada) sobre la cual todavía puede verse los restos del matacán que la protegía.
En la casa adosada destaca la puerta principal de acceso, en arco de medio punto de anchas dovelas, y una ventana situada sobre ella.